# Burg von Bårby

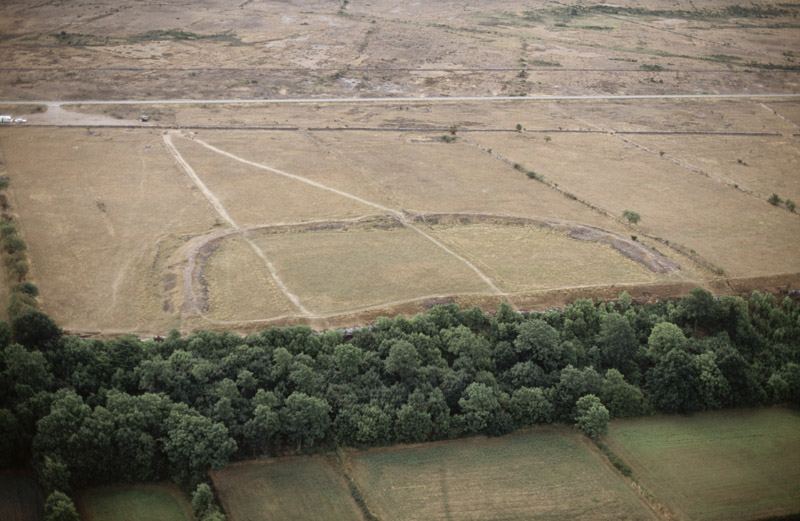
Der Burgwall

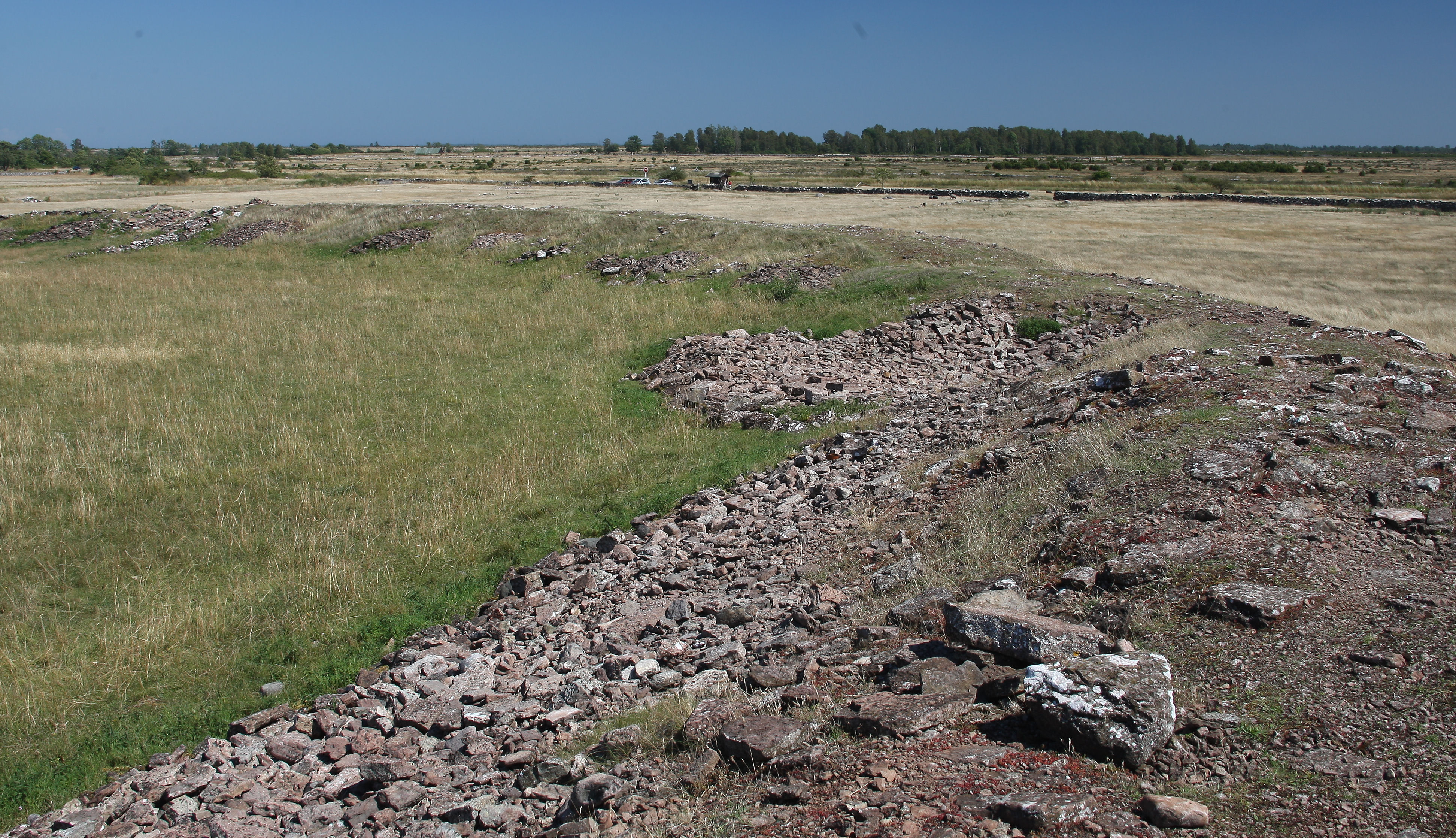
Der Burgwall

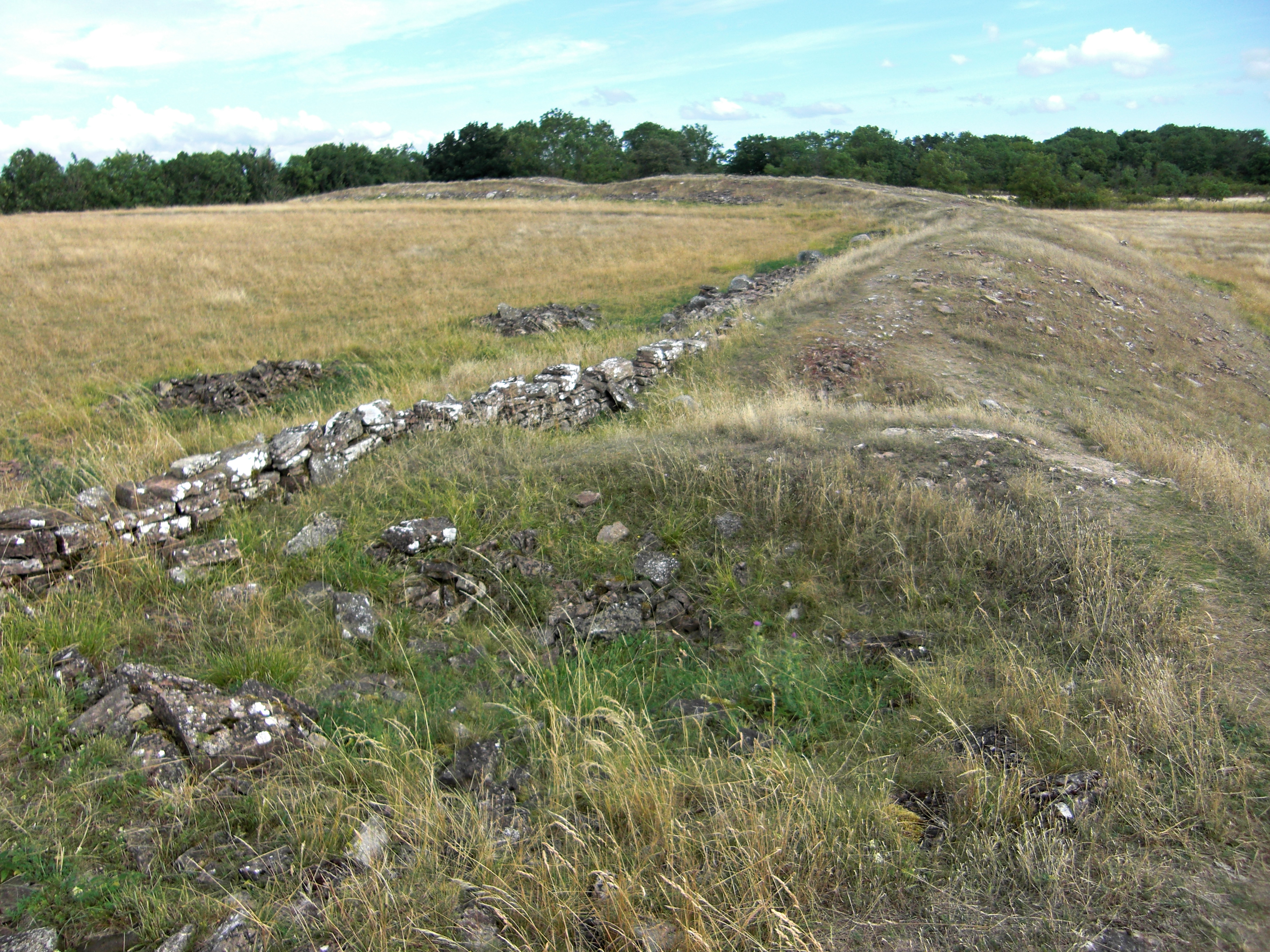
Burgwallstück

Die Burg von Bårby (schwedisch Bårby borg) ist eine vorzeitliche Burg auf der schwedischen Insel Öland. Sie ist die einzige ihrer Art auf Öland, die einen natürlichen Steilhang als Teil der Umfriedung nutzte. Sie liegt etwa einen halben Kilometer südlich von Södra Barby in der Gemeinde Mörbylånga, im Südteil der Insel.

## Aufbau
Die Burg besteht aus einem Wall in Form eines Halbkreises, der am Rande eines Plateaus Schutz nach Osten bietet. Der Durchmesser beträgt bis zu 150,0 Meter. Das Innere der Burg wurde in früheren Zeiten urbar gemacht. Funde legen klar, dass die Burg zwei Bebauungsperioden hatte, in der späten Eisenzeit sowie im Mittelalter (wie auch Eketorp und Gråborg). Die Burg wird umgeben von mehreren Grabhügeln, Steinsetzungen und Menhiren. Südlich der Burg liegt eine große Röse.

## Bedeutung
Die Bedeutung als Befestigung oder Fluchtburg haben Anlagen in ganz Europa erhalten, deren Merkmal die runde Form und eine wie immer gestaltete Abgrenzung vom Umraum ist. Die Fornborgen Schwedens kommen nur im Gebiet der heidnischen Svear vor und zwar in solch einer Zahl, dass ihre fortifikative Einstufung unhaltbar ist. Manche dieser Anlagen sind winzig klein und waren bereits strategisch nicht haltbar (Wassermangel). 